# Classe Barsø
La Classe Barsø est une classe de neuf patrouilleurs côtiers entrée en service dans la marine royale danoise de 1969 à 1972.

## Description
Équipés initialement de deux canons de 20 mm, ils furent remplacés en 1991 par deux mitrailleuses lourdes de 12,7 mm.

## Opération navale
Cette classe opère principalement dans les eaux territoriales. Les unités de cette classe effectuent des tâches de surveillance et de police maritime, de recherche et de sauvetage en mer.

## Les unités
| Pennant number | Nom        | Quille            | Lancement       | Service           | Statut                           |
| -------------- | ---------- | ----------------- | --------------- | ----------------- | -------------------------------- |
| Y300           | HDMS Barsø | 26 février 1969   | 10 avril 1969   | 20 mai 1969       | fin de service : 8 octobre 2008  |
| Y301           | HDMS Drejø | 26 février 1969   | 26 avril 1969   | 18 juin 1969      | fin de service : 8 octobre 2008  |
| Y302           | HDMS Romsø | 29 avril 1969     | 31 mai 1969     | 4 juillet 1969    | fin de service : 21 mars 2007    |
| Y303           | HDMS Samsø | 29 avril 1969     | 14 juin 1969    | 31 juillet 1969   | Actif                            |
| Y304           | HDMS Thurø | 18 juin 1969      | 1er août 1969   | 30 août 1969      | Actif                            |
| Y305           | HDMS Vejrø | 18 juin 1969      | 8 août 1969     | 30 septembre 1969 | fin de service : 10 octobre 2006 |
| Y306           | HDMS Farø  | 2 octobre 1972    | 17 octobre 1972 | 6 février 1973    | fin de service : 23 avril 2008   |
| Y307           | HDMS Læsø  | 1er décembre 1972 | 12 janvier 1973 | 28 mars 1973      | fin de service : 7 octobre 2009  |
| Y308           | HDMS Rømø  | 22 janvier 1973   | 9 mars 1973     | 28 mars 1973      | fin de service : 25 mars 2009    |